# Iglesia de madera de Rødven

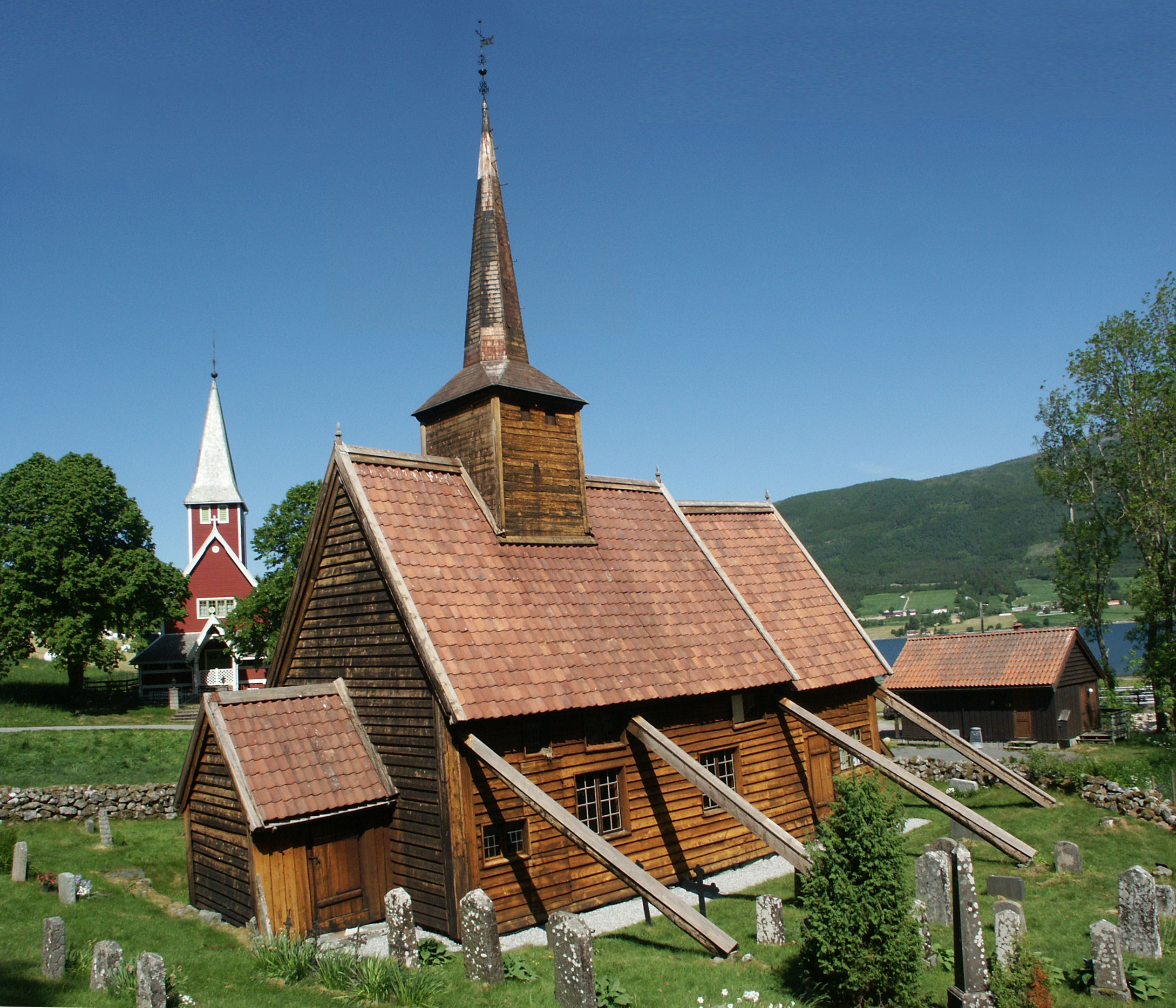
La iglesia de madera de Rødven desde el suroeste. Detrás, la iglesia moderna.

La iglesia de madera de Rødven es una stavkirke medieval del pequeño pueblo de Rødven, municipio de Rauma, Noruega.
Se acepta que la iglesia fue construida hacia 1200. Pertenece a las stavkirke de tipo A y junto con la iglesia de madera de Kvernes, es la única sobreviviente del subgrupo de Møre. Posee puntales externos que dotan de rigidez a los muros sur y oriente.
Su aspecto actual corresponde a las obras de remodelación de ca. 1600, cuando se demolió el coro original (menos ancho que la nave) y se suplantó por uno nuevo de mayor anchura, al mismo tiempo que el corredor exterior que rodeaba toda la iglesia fue derribado y se construyó un pequeño vestíbulo en el costado occidental. En los siglos XVII y XVIII fue reparada varias veces; de ese tiempo procede la torre de la nave y las ventanas. De sus elementos decorativos, las pinturas interiores son del los siglos XVII y XVIII. Un crucifijo de madera es de factura medieval.
Durante excavaciones arqueológicas entre 1962 y 1963 se localizaron huellas de postes enterrados en el suelo, lo que prueba la existencia de una iglesia de postes anterior a la actual stavkirke.
En 1906 se levantó la nueva iglesia de la localidad, llamada la capilla de Rødven, que tenía el objetivo de ser el nuevo templo parroquial. Poco después la Sociedad para la Conservación de Monumentos Antiguos Noruegos compró la vieja stavkirke, que permanece en la actualidad como su propiedad.